# 20 bästa låtar
20 bästa låtar är ett samlingsalbum av den svenska gruppen Chips som kom ut 1997. 20 bästa låtar gavs ut fjorton år efter att Chips upplöstes 1983.

## Låtlista
1. Dag efter dag - Elisabeth & Kikki
2. Starry Night - Kikki & Lasse
3. Sensation - Lasse
4. Having a Party - Elisabeth & Kikki
5. In Arabia - Lasse
6. Jealousy - Elisabeth
7. Tokyo - Instrumental
8. So long Sally - Lasse
9. Don't Cry No More - Lasse
10. Someone Needs Somebodys Love - Kikki
11. Weekend - Kikki
12. Our Love is Over - Kikki
13. Paris - Lasse
14. Can't get over you - Kikki
15. Good Morning - Elisabeth, Kikki, Tanja & Lasse
16. I Remember High School - Tanja
17. A Little Bit of Loving - Kikki, Tanja & Lasse (Mycke' mycke' mer)
18. Get Him Out of Your Mind - Elisabeth
19. Nobodys Baby but Mine - Kikki
20. It Takes More than a Minute - Tanja

### Fotnoter
1. ↑  ”Chips; 20 bästa låtar - 1997 - Mariann Grammofon AB (Sverige) - MLPCD 1943”. Elisabeth Andreasen fansite. 27 februari 1997. http://www.hemsida.net/bettan/Chips/Diskografi/Samlingar/20bastalatarsamlingcdsv.html. Läst 3 januari 2011.